# Palazzina Mancioli
La Palazzina Mancioli è un edificio in stile modernista sito a Roma in via Lusitania 29, nel quartiere di San Giovanni, progettato dagli architetti Mario Ridolfi e Wolfgang Frankl nel marzo del 1952 e terminato nel febbraio del 1954. Committente dell'edificio fu Tito Mancioli, da cui il nome della palazzina.

## Descrizione
La palazzina fu realizzata trasformando e sopraelevando un'autorimessa che sorgeva all'angolo con via Vetulonia. Di poco successiva a quella di viale Marco Polo, di questa ribadisce alcuni temi formali quali il tipo di coronamento e il volume continuamente arricchito di aggetti, introducendo al contempo alcune significative varianti.
Lo schema distributivo è molto simile: quattro alloggi per piano con un corpo scala centrale illuminato da una coppia di balconi. Solo all'ultimo piano il disegno si articola e gli angoli sono smussati, mentre l'attico, molto arretrato e occupato dal secondo livello dell'alloggio duplex e dai locali di servizio, ha una soluzione formale diversa, con uno schermo in mattoni forati che riprende l'inclinazione del parapetto di coronamento. Particolare è la soluzione delle finestre nelle quali la veletta, trasformata in una modanatura che ne incornicia la parte superiore, rimanda a uno dei tipici elementi della tradizione classica dell'architettura.
La Palazzine Mancioli è raggiungibile mediante le fermata metropolitana di San Giovanni e Re di Roma.